# IJf Blokker
IJf Blokker (Den Helder, 2 september 1930) is een Nederlands drummer, acteur, zanger, komiek, presentator en stripauteur.

## Loopbaan
Blokker begon zijn carrière als drummer. Hij kreeg een opleiding aan de Muziekschool en oefende dit beroep uit van 1948 tot 1973. Hij had vaste engagementen bij diverse orkesten, werkte drie jaar in Duitsland, zes jaar bij de Sleeswijk Revue en nog eens drie jaar in het orkest bij Ted de Braak. Hij gaf ook drumles aan onder anderen Jan Keizer van de band BZN.
Hij kreeg in 1971 bekendheid door de rol van Barend Servet in het televisieprogramma De Fred Haché Show, met het gevolg dat er een jaar later een Barend Servet Show kwam, die liep van 1972 tot 1973. Deze programma's, bedacht, geschreven, samengesteld en geregisseerd door Wim van der Linden, Wim T. Schippers, Gied Jaspars en Ruud van Hemert en uitgezonden op de Nederlandse televisie door de VPRO, veroorzaakten nogal wat ophef door blote danseressen en andere figuranten, gevloek en absurde humor. Als Barend Servet haalde Blokker in 1973 de Veronica Top 40 en de Daverende 30 met het nummer Waar moet dat heen, hoe zal dat gaan? Andere singles waren Tok tok tok, Hoe kan dat nou, Mijn thee en ABC. 
Vanaf 1987 tot aan 1991 speelde Blokker de rol van Meneer Smit in de kinderserie Mevrouw Ten Kate. De serie werd uitgezonden op zondagochtend in het jeugdblok van de VPRO dat toen nog geen Villa Achterwerk heette. Ook speelde Blokker mee in de op de televisieserie gebaseerde film Mevrouw Ten Kate en het beest in de mens. Hierin opnieuw in de rol van Meneer Smit.
Als acteur ging hij meewerken aan hoorspelen, de tv-taalcursus Ik heb u lief, mijn Nederlands en nasynchronisaties. Ook was hij te zien in bijrollen in Zeg 'ns Aaa, SamSam, In voor- en tegenspoed, Pompy de Robodoll, Seth & Fiona en Filmpje!. In een televisiebewerking uit 1990 van het toneelstuk Eva Bonheur van Herman Heijermans speelde Blokker de rol van effectenmakelaar Mijpel.
Tussen 1982 en 1988 speelde hij achtereenvolgens in zes theaterproducties bij de familie Nooy:
De Jantjes, De Jordaan, Hadjememaar, In Holland Staat Een Huis, Boefje en Heimwee. En in seizoen 1991/1992 speelde hij met Peter Faber en Petra Laseur in het bekroonde Het Koekoeksnest.
In de seizoenen 1980/1981 en 1982/1983 presenteerde hij voor de televisie het VPRO-natuurprogramma Puur natuur. In 1987 was Blokker de commentaarstem bij het AVRO-televisieprogramma Prijs je rijk met Fred Oster als presentator. Ook is hij bekend als bierkenner en als strip-, portret- en reclametekenaar.

## Trivia
Op 15 november 2007 nam IJf Blokker in het Noordbrabants Museum het eerste exemplaar van de dvd-box De Fred Haché Show in ontvangst.
Hij maakte tijdens de oorlog een bombardement mee in zijn geboorteplaats Den Helder.
- International Standard Name Identifier: 0000 0001 3073 1515
- MusicBrainz: bc616e1d-9189-4253-a5bc-4b91e7f5b9f4
- Nederlandse Thesaurus van Auteursnamen: 071557431
- RKD-Nederlands Instituut voor Kunstgeschiedenis: 9176
- Virtual International Authority File: 284842084
- WorldCat: E39PBJwmVGtVBWKVYMKbHFxCcP